# Il collegio
Pour les articles homonymes, voir Le Pensionnat (homonymie).
 (janvier 2022).
La mise en forme du texte ne suit pas les recommandations de Wikipédia : il faut le « wikifier ».
Les points d'amélioration suivants sont les cas les plus fréquents. Le détail des points à revoir est peut-être précisé sur la page de discussion.
- Les titres sont pré-formatés par le logiciel. Ils ne sont ni en capitales, ni en gras.
- Le texte ne doit pas être écrit en capitales (les noms de famille non plus), ni en gras, ni en italique, ni en « petit »…
- Le gras n'est utilisé que pour surligner le titre de l'article dans l'introduction, une seule fois.
- L'italique est rarement utilisé : mots en langue étrangère, titres d'œuvres, noms de bateaux, etc.
- Les citations ne sont pas en italique mais en corps de texte normal. Elles sont entourées par des guillemets français : « et ».
- Les listes à puces sont à éviter, des paragraphes rédigés étant largement préférés. Les tableaux sont à réserver à la présentation de données structurées (résultats, etc.).
- Les appels de note de bas de page (petits chiffres en exposant, introduits par l'outil «  Source ») sont à placer entre la fin de phrase et le point final[comme ça].
- Les liens internes (vers d'autres articles de Wikipédia) sont à choisir avec parcimonie. Créez des liens vers des articles approfondissant le sujet. Les termes génériques sans rapport avec le sujet sont à éviter, ainsi que les répétitions de liens vers un même terme.
- Les liens externes sont à placer uniquement dans une section « Liens externes », à la fin de l'article. Ces liens sont à choisir avec parcimonie suivant les règles définies. Si un lien sert de source à l'article, son insertion dans le texte est à faire par les notes de bas de page.
- La présentation des références doit suivre les conventions bibliographiques. Il est recommandé d'utiliser les modèles {{Ouvrage}}, {{Chapitre}}, {{Article}}, {{Lien web}} et/ou {{Bibliographie}}. Le mode d'édition visuel peut mettre en forme automatiquement les références.
- Insérer une infobox (cadre d'informations à droite) n'est pas obligatoire pour parachever la mise en page.

Pour une aide détaillée, merci de consulter Aide:Wikification.
Si vous pensez que ces points ont été résolus, vous pouvez retirer ce bandeau et améliorer la mise en forme d'un autre article.
 (janvier 2022).
Il collegio est une émission de télévision diffusée sur Rai 2 depuis le 2 janvier 2017. Elle est basée sur le format britannique de Channel 4 That'll Teach 'Em. 
Dans les trois premières éditions, ainsi que dans les cinquième et sixième, il est commenté par la voix de Giancarlo Magalli, tandis que dans la quatrième il est commenté par Eric Alexander et Simona Ventura .

## Le programme
Une vingtaine d'adolescents âgés de 13 à 17 ans doivent étudier pendant environ un mois dans un pensionnat ancien, afin d'obtenir un diplôme d'études secondaires.
À l'entrée de la structure, les garçons sont obligés d'abandonner leurs vêtements civils et de porter des uniformes . Dès leur arrivée, ils sont également tenus de remettre au bureau des surveillants tout le matériel interdit au pensionnat : téléphones portables, objets électroniques, produits de beauté, cosmétiques, sucreries et denrées alimentaires de toutes sortes. Les encadrants les conserveront jusqu'à la fin du programme
Le règlement du Collège est très strict : les contrevenants sont sanctionnés par le directeur du pensionnat, les peines sont proportionnelles à la gravité du geste posé et prennent en compte toute répétition du comportement, ces mesures peuvent aller d'une simple punition à l'isolement pendant plusieurs jours, jusqu'à l'expulsion du programme.
Les étudiants sont tenus de respecter le personnel enseignant et les encadrants, de suivre les cours avec engagement et de maintenir une conduite adéquate jusqu'à l'examen final, auquel ils devront faire face avec diligence et sérieux.
Au cours des premiers jours d'études collégiales, les garçons et les filles sont également obligés d'ajuster leurs coiffures.
Les garçons et les filles, répartis dans des dortoirs séparés, doivent suivre à plein temps les enseignements des matières prévues pour le cours : au cours des différentes éditions qui leur ont été enseignées : littérature italienne, latin, histoire, géographie, mathématiques, sciences naturelles, langue française., anglais, éducation civique, éducation artistique, éducation physique, éducation musicale, danse, breakdance, théâtre, cinéma, informatique, éducation sexuelle, aérobic, économie domestique pour les filles et applications techniques pour les garçons.
A la fin de la période d'études, les étudiants sont invités à passer un examen sur les sujets abordés pendant le cours, la commission est composée des professeurs et du directeur.
L'examen final est divisé en une première partie écrite et une question orale ; les étudiants qui ne suffisent pas aux épreuves écrites ne sont pas admis aux épreuves orales.
La première partie de l'examen se compose de deux tests : un sujet italien et un test de mathématiques, d'une durée d'une heure chacun.
La partie orale, quant à elle, porte sur le programme des principales matières enseignées (notamment : sciences naturelles, mathématiques, histoire, géographie, italien, latin, français, éducation civique, anglais et éducation artistique).
Le jugement final, en plus de tenir compte des examens, comprend également les notes obtenues au cours des études et la conduite générale de l'élève pendant toute l'expérience scolaire. Il y a aussi un prix supplémentaire pour les deux meilleurs étudiants du collège.
Le format appartient à Rai, qui, avec Magnolia- Banijay, s'occupe du tournage, du casting et des coulisses. Le commissaire chargé de toutes les éditions est Paolo Dago tandis que le tournage est confié à Sofia Nirie (pour les 4 premières éditions) et Seungmin Jung (dans la 5ème et 6ème édition),.

### Les prochaines éditions
Le 15 juin 2020, peu de temps après l'ouverture du casting de la cinquième édition, Banijay a annoncé le renouvellement du format pour trois saisons supplémentaires, jusqu'en 2023

## Éditions
| Éditions | Point final       | Point final      | Réseau de télévision | Présidence      | Surveillance    | Surveillance   | Narrateur / I.     | Narrateur / I.     | Pari | Étudiants | Réglage | Emplacement                                    |
| Éditions | Démarrer          | finir            | Réseau de télévision | Présidence      | Surveillance    | Surveillance   | Narrateur / I.     | Narrateur / I.     | Pari | Étudiants | Réglage | Emplacement                                    |
| -------- | ----------------- | ---------------- | -------------------- | --------------- | --------------- | -------------- | ------------------ | ------------------ | ---- | --------- | ------- | ---------------------------------------------- |
| 1er      | 2 janvier 2017    | 23 janvier 2017  | Rai 2                | Paul Bossio     | Luigi Ferrante  | Lucie Gravante | Giancarlo Magalli  | Giancarlo Magalli  | 4    | 18        | 1960    | Collège San Carlo Celana (Caprino Bergame)     |
| 2e       | 26 septembre 2017 | 17 octobre 2017  | Rai 2                | Alberto Faverio | Luigi Ferrante  | Lucie Gravante | Giancarlo Magalli  | Giancarlo Magalli  | 4    | 18        | 1961    | Collège San Carlo Celana (Caprino Bergame)     |
| 3e       | 12 février 2019   | 12 mars 2019     | Rai 2                | Paolo Bosisio   | Piero Maggiò    | Lucie Gravante | Giancarlo Magalli  | Giancarlo Magalli  | 5    | 22        | 1968    | Collège San Carlo Celana (Caprino Bergame)     |
| 4e       | 22 octobre 2019   | 26 novembre 2019 | Rai 2                | Paolo Bosisio   | Piero Maggiò    | Lucie Gravante | Simona Ventura     | Eric Alexandre     | 6    | 22        | 1982    | Collège San Carlo Celana (Caprino Bergame)     |
| 5e       | 27 octobre 2020   | 15 décembre 2020 | Rai 2                | Paolo Bosisio   | Massimo Sabet   | Lucie Gravante | Giancarlo Magalli  | Giancarlo Magalli  | 8    | 24        | 1992    | Pensionnat national Regina Margherita (Anagni) |
| 6e       | 26 octobre 2021   | 14 décembre 2021 | Rai 2                | Paolo Bosisio   | Matteo Caremoli | Lucie Gravante | Giancarlo Magalli  | Giancarlo Magalli  | 8    | 23        | 1977    | Pensionnat national Regina Margherita (Anagni) |
| 7e       | 18 octobre 2022   | 29 novembre 2022 | Rai 2                | Paolo Bosisio   | Matteo Caremoli | Lucie Gravante | Nino Frassica      | Nino Frassica      | 8    | 23        | 1958    | Pensionnat national Regina Margherita (Anagni) |
| 8e       | 24 septembre 2023 | 29 novembre 2023 | Rai 2                | Paolo Bosisio   | Matteo Caremoli | Lucie Gravante | Stefano De Martino | Stefano De Martino | 6    | 23        | 2001    | Collegio San Francesco (Lodi)                  |